# Donosti Gipuzkoa Basket 2001 Saskibaloi Kirol Elkartea
Il Donosti Gipuzkoa Basket 2001 Saskibaloi Kirol Elkartea o più semplicemente Gipuzkoa Basket, conosciuto in passato anche come San Sebastián Gipuzkoa Basket o per motivi di sponsorizzazione come Acunsa GBC è una squadra professionistica di pallacanestro della città di San Sebastián, Paesi Baschi, Spagna che gioca nella Liga ACB.

## Storia
Il club nasce nel 2001 per iniziativa delle istituzioni pubbliche di Gipuzkoa e del rappresentante sportivo Miguel Santos che decisero di promuovere un nuovo club in grado di rappresentare a livello nazionale San Sebastián e la provincia di Gipuzkoa nella pallacanestro professionale sotto il nome di Donostiako Gipuzkoa Basket. Il club ha intenzione di sostituire il storico club di pallacanestro locale Askatuak, che dopo esser stato in Liga ACB si ritrova adesso a competere in categorie inferiori con problemi economici.

## Roster 2020-2021
Aggiornato al 7 gennaio 2021.
|    | Naz.                                      | Ruolo | Sportivo         | Anno | Alt. | Peso |  |
| -- | ----------------------------------------- | ----- | ---------------- | ---- | ---- | ---- |  |
| 0  | Rep. Dominicana (bandiera)                | G     | Brandone Francis | 1994 | 196  | 98   |  |
| 1  | Stati Uniti (bandiera)                    | P     | Johnny Dee       | 1992 | 183  | 84   |  |
| 3  | Argentina (bandiera) · Italia (bandiera)  | P     | Lucas Faggiano   | 1989 | 188  | 84   |  |
| 5  | Stati Uniti (bandiera)                    | AG    | Mike Carlson     | 1991 | 206  | 91   |  |
| 6  | Slovenia (bandiera)                       | P     | Jan Špan         | 1992 | 187  | 86   |  |
| 7  | Spagna (bandiera)                         | G     | Xabi Oroz        | 1996 | 193  | 90   |  |
| 8  | Montenegro (bandiera) · Spagna (bandiera) | A     | Dino Radončić    | 1999 | 202  | 102  |  |
| 9  | Spagna (bandiera)                         | G     | Mikel Motos      | 1993 | 193  | 85   |  |
| 11 | Svezia (bandiera)                         | AG    | Will Magarity    | 1993 | 211  | 114  |  |
| 14 | Spagna (bandiera)                         | AG    | Julen Olaizola   | 1993 | 202  | 105  |  |
| 19 | Spagna (bandiera)                         | AP    | Pere Tomàs       | 1989 | 200  | 90   |  |
| 26 | Colombia (bandiera)                       | C     | Jaime Echenique  | 1997 | 211  | 117  |  |

### Staff tecnico
| Allenatore: | Lolo Encinas                               |
| Assistenti: | Iñaki Martín, Ion Ormazabal, Ivan Martínez |

## Palmarès
- Liga LEB Oro: 3

2005-2006, 2016-2017, 2019-2020
- Copa Princesa de Asturias: 1

2020

## Sponsor
- 2001-2002 Datac GBC
- 2004- Bruesa GBC

## Palazzetti
- Polideportivo Municipal J.A. Gasca (2001–2006)
- Plaza de Toros de Illumbe (2006–oggi)